# 96. додела Оскара
Церемонија 96. доделе Оскара, коју је организовала Академија филмских уметности и наука, одржана је 10. марта 2024. у Долби театру у Холивуду, у Лос Анђелесу. Током гала свечаности, Академија је уручила награде Оскар у 23 категорије за филмска остварења објављена 2023. Церемонију, коју је у Сједињеним Амерички Државама преносио Еј-Би-Си, продуцирали су Рај Капур, Моли Макнирни и Кејти Мулан, са Хамишом Хамилтоном као директором. Комичар Џими Кимел је био домаћин церемоније по четврти пут.
Номинације су објављене 23. јануара 2024. Филм Опенхајмер је водио са 13 номинација, а потом Јадна створења и Убиства под цветним месецом са 11, односно 10 номинација.
Опенхајмер је освојио седам водећих награда, укључујући и ону за најбољи филм. Филм Јадна створења освојио је четири награде, а Зона интереса две. Филмови Америчка фикција, Анатомија пада, Барби, Дечак и чапља, Годзила минус један, Бартонова академија, The Last Repair Shop, 20 днів у Маріуполі, War Is Over! Inspired by the Music of John and Yoko и The Wonderful Story of Henry Sugar  освојили су по једну награду.